# Post tenebras lux (film)
Post tenebras lux är en mexikansk film från 2012 i regi av Carlos Reygadas. Titeln är latin för "ljus efter mörker". Filmen är löst självbiografisk, och handlar om ett lantligt par i Mexiko, med ytterligare scener från England, Spanien och Belgien; samtliga platser där Reygadas har bott. Filmen tävlade vid Filmfestivalen i Cannes 2012 där Reygadas tilldelades priset för Bästa regi.

## Medverkande
- Adolfo Jiménez Castro – Juan
- Nathalia Acevedo – Nathalia
- Willebaldo Torres – "Seven"
- Rut Reygadas – Rut
- Eleazar Reygadas – Eleazar

## Tillkomst
Carlos Reygadas började utveckla idén till filmen medan han byggde sitt hus i Morelos, Mexiko. Reygadas tog regelbundna promenader runt bergen och ville överföra de upplevelserna till film. Han föreställde sig ett verk där "förnuft ska ingripa så lite som möjligt, som en expressionistisk målning där man försöker uttrycka vad man känner genom målningen snarare än att avbilda hur någonting ser ut". Många delar av handlingen är direkt självbiografiska, men regissören har betonat att filmen delvis handlar om fantasier och begär, så allting har inte utspelat sig i verkligheten. Rugbysekvensen är inspirerad av regissörens tid som student i England där han uppskattade sporten. Filmen producerades genom Reygadas' bolag NoDreamsCinema. Den erhöll samproduktionsstöd från Mexikos Mantarraya Producciones, Frankrikes Le Pacte och nederländska Topkapi Films. Den fick också stöd från Arte France Cinéma.
Filmen gjordes i det jämförelsevis smala bildformatet 1:33 på grund av det branta bergslandskapet, samt för att kunna åstadkomma kompositioner med en tydligt inramad mitt. Utomhusscener spelades in med en förvrängningseffekt i ytterkanterna; detta var inspirerat av impressionisterna och deras förtjusan för utomhusmotiv, och av utsikten från ett gammalt ojämnt glasfönster. Byn i filmen är den där Reygadas bor i Morelos. Inspelningen var färdig i slutet av 2011.

## Mottagande
Filmen hade premiär i huvudtävlan vid Filmfestivalen i Cannes 2012 den 24 maj. The New York Times rapporterade om "stridslystna burop och skrän" vid visningen. Samtliga tre tidigare långfilmer av Reygadas hade haft premiär vid samma festival.
Fredrik Söderlund skrev för Flm: "För få vågar förflytta gränserna för hur film faktiskt kan användas som en sublim konstform. ... Det blir lätt att slänga sig med floskler som visuell poesi, ett säreget filmspråk och Tarkovskij-efterföljare. Reygadas är allt det här. Hatten av för det."